# Leucinodes laisalis
Leucinodes laisalis is een vlinder uit de familie van de grasmotten (Crambidae), uit de onderfamilie van de Spilomelinae. De wetenschappelijke naam van deze soort is voor het eerst gepubliceerd in 1859 door Francis Walker.

## Verspreiding
De soort komt voor in Portugal, Spanje, Marokko, Senegal, Ivoorkust, Tanzania, Zuid-Afrika, India, Maleisië en China.

## Waardplanten
De rups leeft op onderstaande soorten van de nachtschadefamilie (Solanaceae).
- Capsicum annuum
- Capsicum frutescens
- Solanum anguivi
- Solanum linnaeanum
- Solanum lycopersicum
- Solanum macrocarpon
- Solanum melongena